# パークス (ローマ神話)

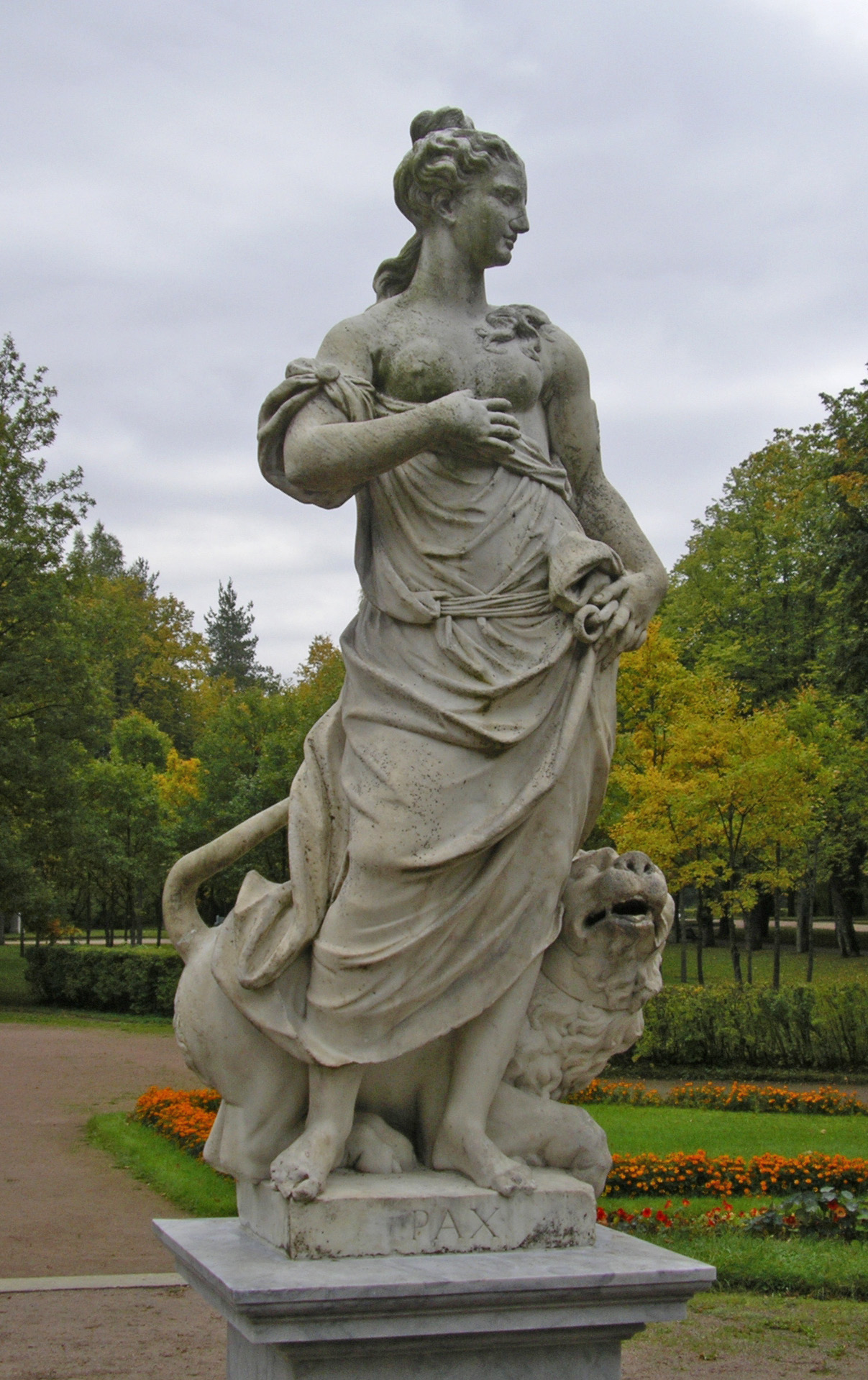
パークスの石像

パークス（ラテン語: Pax）はローマ神話に登場する平和と秩序の女神。長母音を省略してパクスとも表記される。
ギリシア神話の女神ホーライ3姉妹のエイレーネーと同一視される。
アウグストゥス帝によって祭壇（アラ・パキス）が設けられ、帝政ローマによる秩序の回復（パークス・ローマーナ）の象徴として、それ以後手厚く祀られた。